# Somma Lombardo
Somma Lombardo là một đô thị và thị xã của Ý. Đô thị này thuộc tỉnh Varese trong vùng Lombardia. Somma Lombardo có diện tích 30 km2, dân số theo ước tính năm 2010 của Viện thống kê quốc gia Ý là 16.571 người. 
Các đơn vị dân cư:
Đô thị Somma Lombardo giáp với các đô thị:
Hãng hàng không Neos có trụ sở tại thành phố này.